# Ddu-Du Ddu-Du
«Ddu-Du Ddu-Du» (кор. 뚜두뚜두) — сингл, записанный южнокорейской гёрл-группой BLACKPINK и выпущенный 15 июня 2018 года YG Entertainment. Песня была написана Тедди Паком и спродюсированный им вместе с 24, Bekuh BOOM и R. Tee, трек выступает в качестве ведущего сингла для первого мини-альбома Square Up, выпущенного одновременно с синглом. Японская версия была выпущена 22 августа 2018 года.
Сингл имел коммерческий успех в Южной Корее, достигнув вершины цифрового чарта Gaon в течение трех недель подряд, став их вторым синглом номер один в стране. Песня также возглавила национальные чарты в Сингапуре и Малайзии, в дополнение к вершине чартов Billboard K-pop Hot 100 и World Digital Songs. Песня дважды была сертифицирована как платиновая Корейской ассоциацией музыкального контента (KMCA) как для цифровых продаж, так и для потоковой передачи, а также была дополнительно сертифицирована как золотая в США и серебряная в Великобритании и Японии.
Сопровождающее его музыкальное видео было загружено на официальный канал группы на YouTube в тот же день и вскоре стало самым просматриваемым онлайн-видео и вторым по посещаемости музыкальным видео всех времен в течение 24 часов на момент его выпуска. С тех пор это стало первым и самым быстрым музыкальным видео K-pop группы, набравшим 1 млрд просмотров, и в настоящее время это самое просматриваемое музыкальное видео Kpop группы на YouTube. Она была названа песней года по результатам общественного опроса, проведенного Институтом Гэллапа в Корее в 2018 году.
Ремикс песни был выпущен в качестве бонус-трека в следующем мини-альбоме группы, Kill This Love, 5 апреля 2019 года. Песня также фигурирует в четвёртом эпизоде третьего сезона серии компании Freeform «Жирным шрифтом».

## Композиция
Издание Billboard охарактеризовало песню как «яростный хип-хоп-трек, переполненный харизмой», где представлен «отчётливый трэп-бит». В публикации издания Forbes указано, что песня содержит «чёткий трэп-бит, весёлые синтезаторные хуки и заразные вокальные мелодии».
Видеоклип вместе с песней «Ddu-Du Ddu-Du» вышли в свет 15 июня 2018 года на нескольких музыкальных порталах и сервисах, включая Melon и iTunes. К 11 июля 2018 года количество просмотров видеоклипа достигло 161 млн. 18 июня на официальном канале группы YouTube и V Live channel вышла танцевальная практика к песне, которая набрала почти 50 млн просмотров.

## Музыкальное видео
Видеоклип вместе с песней «Ddu-Du Ddu-Du» вышли в свет 15 июня 2018 года на нескольких музыкальных порталах и сервисах, включая Melon и iTunes. К 11 июля 2018 года количество просмотров видеоклипа достигло 161 млн.
18 июня на официальном канале группы YouTube и V Live channel вышла танцевальная практика к песне, которая набрала почти 50 млн просмотров. По состоянию на май 2020 года видео танцевальной практики набрало 300 млн на YouTube.
Музыкальное видео стало самым просматриваемым онлайн-видео в первые 24 часа и вторым самым просматриваемым музыкальным видео всех времен с более чем 36,2 млн просмотров в течение 24 часов после релиза, превзойдя Psy «Gentelemen» и уступив только Тейлор Свифт «Look What You Made Me Do». Позже он опустился до третьего места после того, как «Idol» BTS набрал более 45 млн просмотров за 24 часа. Музыкальное видео также набрало 100 млн просмотров всего за 10 дней, что сделало «Ddu-Du Ddu-Du» единственным музыкальным видео женской группы, достигшей этого результата за такой короткий промежуток времени. В ноябре 2018 года, через пять месяцев после выхода клипа, он стал самым быстрым музыкальным видео K-pop группы, достигшим 500 лн просмотров, и стал пятым самым просматриваемым клипом K-pop всех времен на тот момент. 13 января 2019 года это видео стало самым быстрым музыкальным клипом K-pop группы, набравшим 600 млн просмотров, и вторым музыкальным клипом K-pop группы, достигшим этой вехи. 21 января видео достигло 620,9 млн просмотров. По состоянию на март 2020 года видео превысило 1,1 млрд просмотров.
Также клип был включён YouTube в список самых популярных хитов лета 2018 года, заняв третью позицию.

## Продвижение
BlackPink продвигали песню на нескольких музыкальных программах в Южной Корее, Show! Music Core и Inkigayo.
12 февраля 2019 года Blackpink дебютировали на американском телевидении, на шоу Позднее шоу со Стивеном Кольбером.

## Творческая группа
| - Джису — ведущая вокалистка - Дженни — основной рэпер, вокалистка - Розэ — основная вокалистка, ведущий танцор - Лиса — основной танцор, ведущий рэпер, сабвокалистка | - Тедди Пак — автор текста |

## Коммерческий успех
В течение первого часа после релиза песня дебютировала на № 1 строчке в 5 крупнейших музыкальных чартах Кореи. Песня достигла статуса all-kill, в котором песня одновременно возглавляет все чарты, как ежедневные, так и в реальном времени, в дополнение к еженедельному iChart. Песня возглавляла цифровой чарт Gaon в общей сложности 3 недели подряд.
В ноябре 2018 года песня получила платинувую сертификацию от Gaon более чем 100 000 000 стримов. В марте 2019 года песня получила платиновую сертифицикацию Gaon с продажами более 2 500 000 загрузок. Песня получила золотую сертифицикацию
американской ассоциации звукозаписывающих компаний (RIAA) 22 августа 2019 года за 500 000 единиц, что делает её первой песней южнокорейской гёрл-группы, получившей сертификат RIAA.
Музыкальное видео для сингла набрало 1 млрд просмотров на YouTube 11 ноября 2019 года, а видео танцевальной практики имеет 300 млн просмотров. Сингл имеет более 1,7 млрд просмотров на YouTube. Песня достигла более 300 млн стримов на Spotify по состоянию на апрель 2020 года.
По состоянию на апрель 2020 года сингл продал 3,2 млн цифровых копий в Южной Корее, 2,3 млн цифровых копий в Китае и более 110 000 цифровых копий в Соединенных Штатах, в результате чего общий объём продаж составил 5,61 млн цифровых копий. В общей сложности сингл был продан более чем 14 млн единиц по всему миру.

## Японская версия
17 августа было объявлено, что японская версия будет выпущена в качестве физического сингла 22 августа. В него вошли все песни с их первого мини-альбома Square Up и японская версия песни. Он был выпущен в трех версиях: CD+DVD, CD и CD с каждой участницей.
Сингл дебютировал на 6-м месте в чарте Oricon Daily Singles Chart и достиг 2-го места на шестой день, продав 3725 копий. Сингл дебютировал под номером 7 в еженедельном чарте синглов Oricon с проданными 24 385 копиями.
Песня заняла 57-е место в чарте Billboard Japan Hot 100, заняв 46-е место в топе потоковых песен. По состоянию на октябрь 2019 года музыкальное видео получило более 7 млн просмотров на YouTube.

## Трек-лист
| №                   | Название                                   | Текст песни         | Музыка                    | Arrangement               | Длительность |
| ------------------- | ------------------------------------------ | ------------------- | ------------------------- | ------------------------- | ------------ |
| 1.                  | «Ddu-Du Ddu-Du»                            | Teddy               | Teddy 24 R.Tee Bekuh Boom | Teddy 24 R.Tee            | 3:29         |
| 2.                  | «Ddu-Du Ddu-Du» (뚜두뚜두; Korean version) | Teddy               | Teddy 24 R.Tee Bekuh Boom | Teddy 24 R.Tee            | 3:29         |
| 3.                  | «Forever Young» (Korean version)           | Teddy               | Teddy Future Bounce       | Teddy Future Bounce R.Tee | 3:57         |
| 4.                  | «Really» (Korean version)                  | Teddy Danny Chung   | Teddy Choice37            | Choice37                  | 3:17         |
| 5.                  | «See U Later» (Korean version)             | Teddy               | Teddy R.Tee 24            | R.Tee 24                  | 3:18         |
| Общая длительность: | Общая длительность:                        | Общая длительность: | Общая длительность:       | Общая длительность:       | 14:03        |

| №  | Название                               | Длительность |
| -- | -------------------------------------- | ------------ |
| 1. | «Ddu-Du Ddu-Du» (music video)          |              |
| 2. | «Ddu-Du Ddu-Du» (behind the scenes)    |              |
| 3. | «Ddu-Du Ddu-Du» (dance practice video) |              |

## Позиции в чартах

### Еженедельные чарты
| Чарт (2018)                            | Наивысшая позиция |
| -------------------------------------- | ----------------- |
| Канада (Billboard Canadian Hot 100)    | 22                |
| China (QQ Music)                       | 2                 |
| France Dowoland (SNEP)                 | 95                |
| Indonesia (Music Weekly)               | 8                 |
| Япония (Billboard Japan Hot 100)       | 7                 |
| Malaysia (RIM)                         | 1                 |
| New Zealand Heatseekers (RMNZ)         | 2                 |
| Philippines (Music Weekly)             | 26                |
| Russia (Tophit)                        | 43                |
| Шотландия (OCC Scotland)               | 32                |
| Singapore (RIAS)                       | 1                 |
| South Korea (Hot 100)                  | 1                 |
| South Korea (Gaon)                     | 1                 |
| South Korea International Chart (Gaon) | 1                 |
| Thailand (Music Weekly)                | 8                 |
| Великобритания (OCC UK Singles)        | 78                |
| США (Billboard Hot 100)                | 55                |
| US World Digital Songs (Billboard)     | 1                 |

### Годовой чарт
| Чарты (2018)          | Позиция |
| --------------------- | ------- |
| Japan (Japan Hot 100) | 57      |
| South Korea (Gaon)    | 5       |

## Сертификация
| Регион | Сертификация | Продажи      |
| --- | ------------ | ------------ |
| Республика Корея (KMCA) · Streaming | Платиновый   | 100,000,000^ |
| Республика Корея (KMCA) · Download | Платиновый   | 2,500,000^   |
| США (RIAA) | Золотой      | 500 000      |
| ^ Данные о тиражах приведены только на основе сертификации. · Данные о продажах + прослушиваниях приведены только на основе сертификации. |              |              |

## Награды и номинации
| Год  | Премия                        | Номинант(ы)   | Номинации                             | Результат | Ссылка                          |
| ---- | ----------------------------- | ------------- | ------------------------------------- | --------- | ------------------------------- |
| 2018 | Melon Music Awards            | Ddu-Du Ddu-Du | Песня Года                            | Номинация | [ 47 ]                          |
| 2018 | MBC Plus X Genie Music Awards | Ddu-Du Ddu-Du | Танцевальной трек (гёрл-группа)       | Номинация | [ 48 ]                          |
| 2018 | MTV Video Music Awards Japan  | Ddu-Du Ddu-Du | Лучшее танцевальное видео             | Победа    | [ 49 ]                          |
| 2018 | Mnet Asian Music Awards       | Ddu-Du Ddu-Du | Лучшее музыкальное видео              | Номинация | [ источник не указан 718 дней ] |
| 2018 | Mnet Asian Music Awards       | Ddu-Du Ddu-Du | Best Dance Performance — Female Group | Номинация | [ источник не указан 718 дней ] |
| 2018 | Mnet Asian Music Awards       | Ddu-Du Ddu-Du | Песня Года                            | Номинация | [ источник не указан 718 дней ] |
| 2019 | Gaon Chart Music Awards       | Ddu-Du Ddu-Du | Песня Года — Июнь                     | Победа    | [ источник не указан 718 дней ] |
| 2019 | Teen Choice Awards            | Ddu-Du Ddu-Du | Choice Song: Group                    | Победа    | [ 50 ]                          |

### Музыкальные программы
| Программа              | Дата         | Ссылка |
| ---------------------- | ------------ | ------ |
| Show! Music Core (MBC) | 23 июня 2018 | [ 51 ] |
| Show! Music Core (MBC) | 30 июня 2018 | [ 52 ] |
| Show! Music Core (MBC) | 7 июля 2018  | [ 53 ] |
| Show! Music Core (MBC) | 14 июля 2018 | [ 54 ] |
| Inkigayo (SBS)         | 24 июня 2018 | [ 55 ] |
| Inkigayo (SBS)         | 1 июля 2018  | [ 56 ] |
| Inkigayo (SBS)         | 8 июля 2018  | [ 57 ] |
| M Countdown (Mnet)     | 28 июня 2018 | [ 58 ] |
| M Countdown (Mnet)     | 5 июля 2018  | [ 59 ] |
| M Countdown (Mnet)     | 12 июля 2018 | [ 60 ] |
| Music Bank (KBS)       | 29 июня 2018 | [ 61 ] |

### Melon Popularity Award
| Номинация               | Дата        | Ссылка |
| ----------------------- | ----------- | ------ |
| Weekly Popularity Award | 2 июля 2018 | [ 62 ] |

### Годовой лист
| Журнал             | Лист                                                                                       | Ранг | Ссылка |
| ------------------ | ------------------------------------------------------------------------------------------ | ---- | ------ |
| Hypable            | 10 отличных песен K-Pop из 2018 года, которые можно добавить в свой плейлист на конец года | 2    | [ 63 ] |
| The New York Times | 65 лучших песен 2018 года                                                                  | 31   | [ 64 ] |
| Paper              | Топ 20 K-Pop песен 2018 года                                                               | 13   | [ 65 ] |
| YouTube Rewind     | Топ 10 самые популярные музыкальные клипы в Корее 2018                                     | 2    | [ 66 ] |
| Rolling Stone      | 10 лучшие музыкальнве клипы 2018                                                           | 8    | [ 67 ] |
| i-D                | Все хорошое что соучилось с Kpop в 2018 году                                               | N/A  | [ 68 ] |

| Журнал     | Лист                           | Ранг / год | Ссылка |
| ---------- | ------------------------------ | ---------- | ------ |
| British GQ | Лучшие K-Pop песни десятилетия | 2018       | [ 69 ] |

## Хронология издания
| Страна           | Дата         | Формат               | Лёйбл                         | Ссылка |
| ---------------- | ------------ | -------------------- | ----------------------------- | ------ |
| Мир              | 15 июня 2018 | цифровая дистрибуция | YG Entertainment, Genie Music | [ 70 ] |
| Республика Корея | 20 июня 2018 | CD                   | YG Entertainment, Genie Music | [ 71 ] |

## Комментарии
1. ↑  Некоторые реперы могут также занимать позицию саб-вокалиста. Это означает, что они также исполняют вокальные партии, но реже, чем остальные участники группы.